# Christuskirche (Detmold)

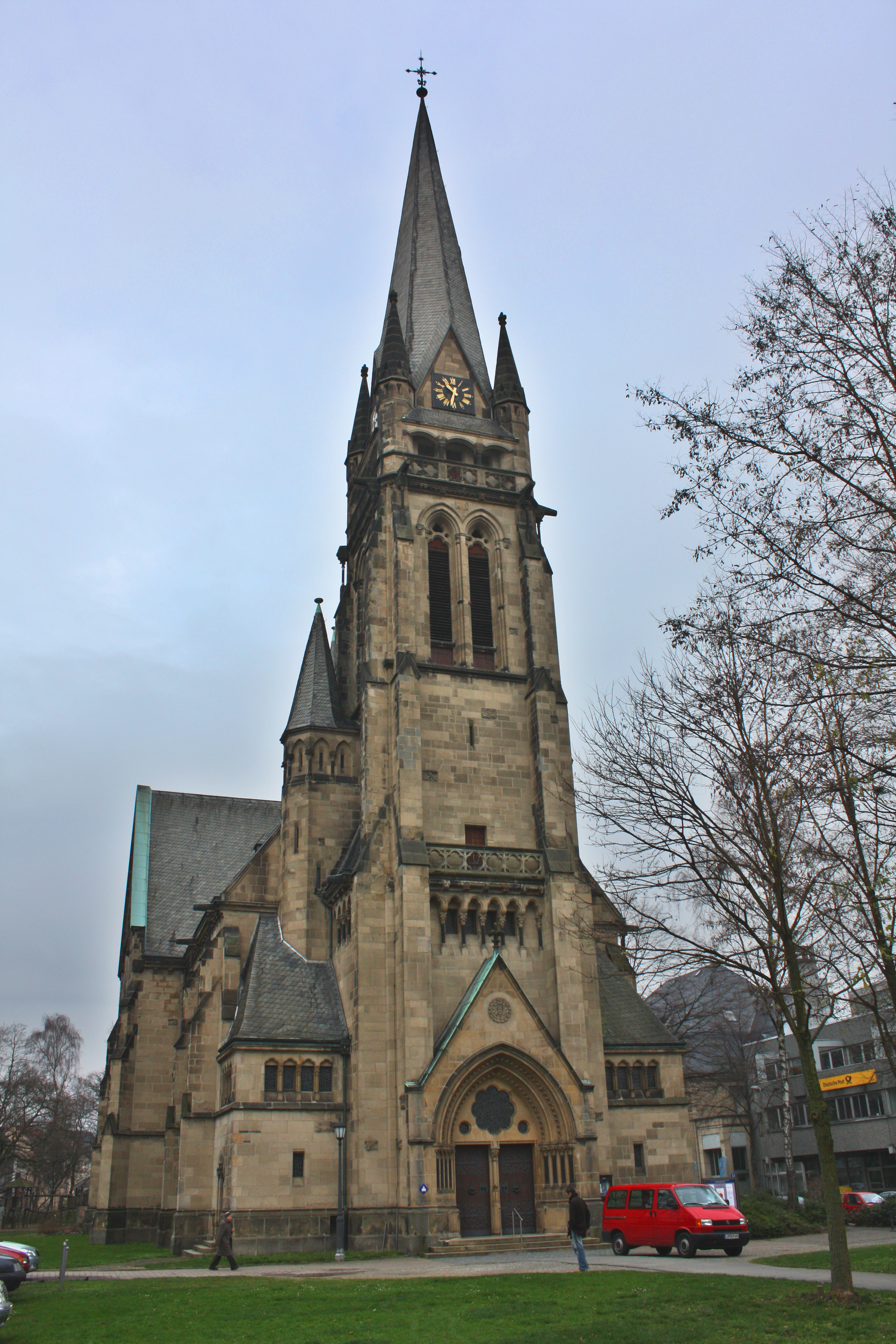
Christuskirche in Detmold

Die evangelisch-reformierte Christuskirche in Detmold am Kaiser-Wilhelm-Platz ist ein im neugotischen Stil errichteter und am 12. Januar 1908 geweihter Kirchenbau, der nach Entwürfen des Architekten Otto Kuhlmann errichtet wurde.

## Geschichte

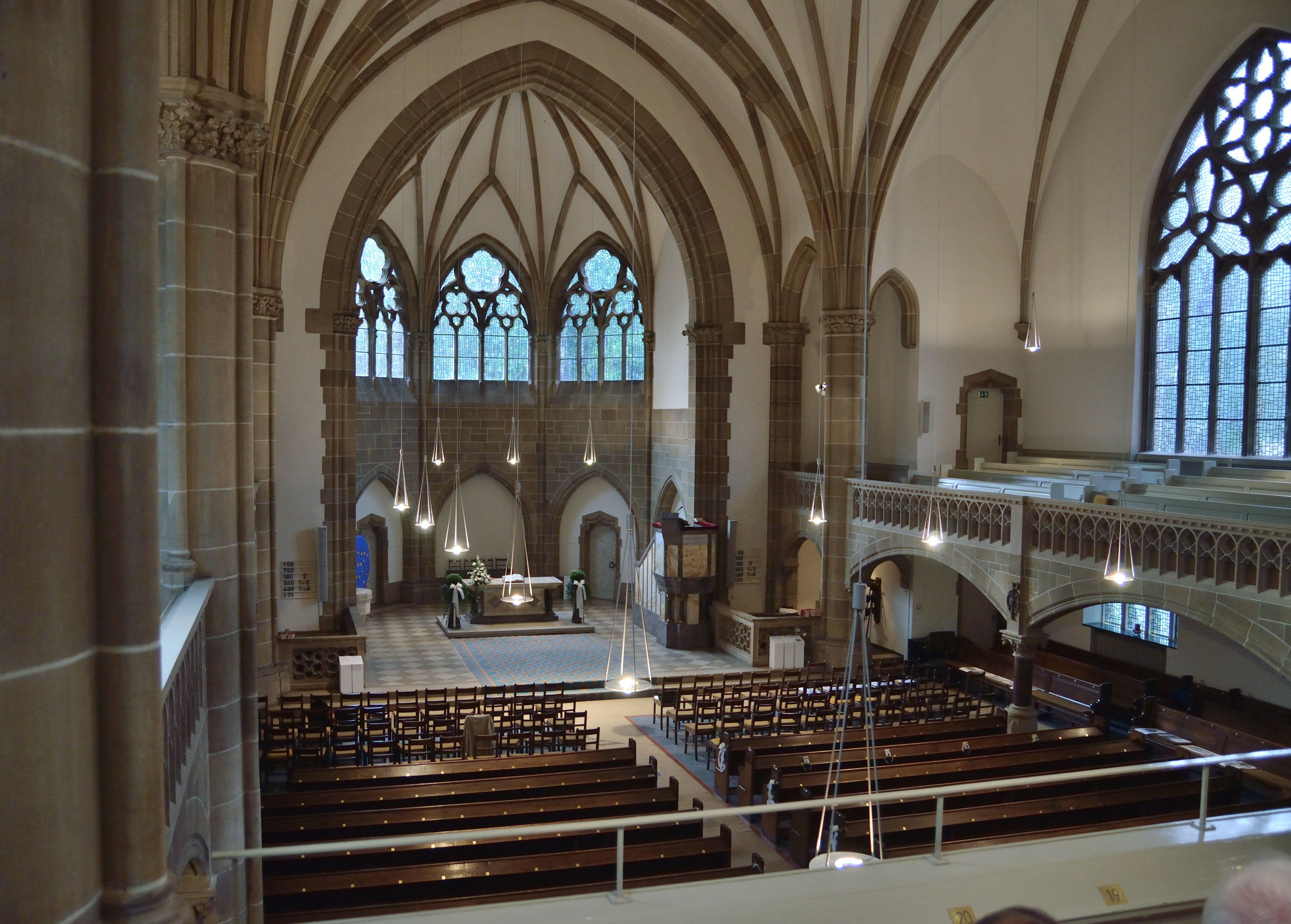
Innenraum der Kirche

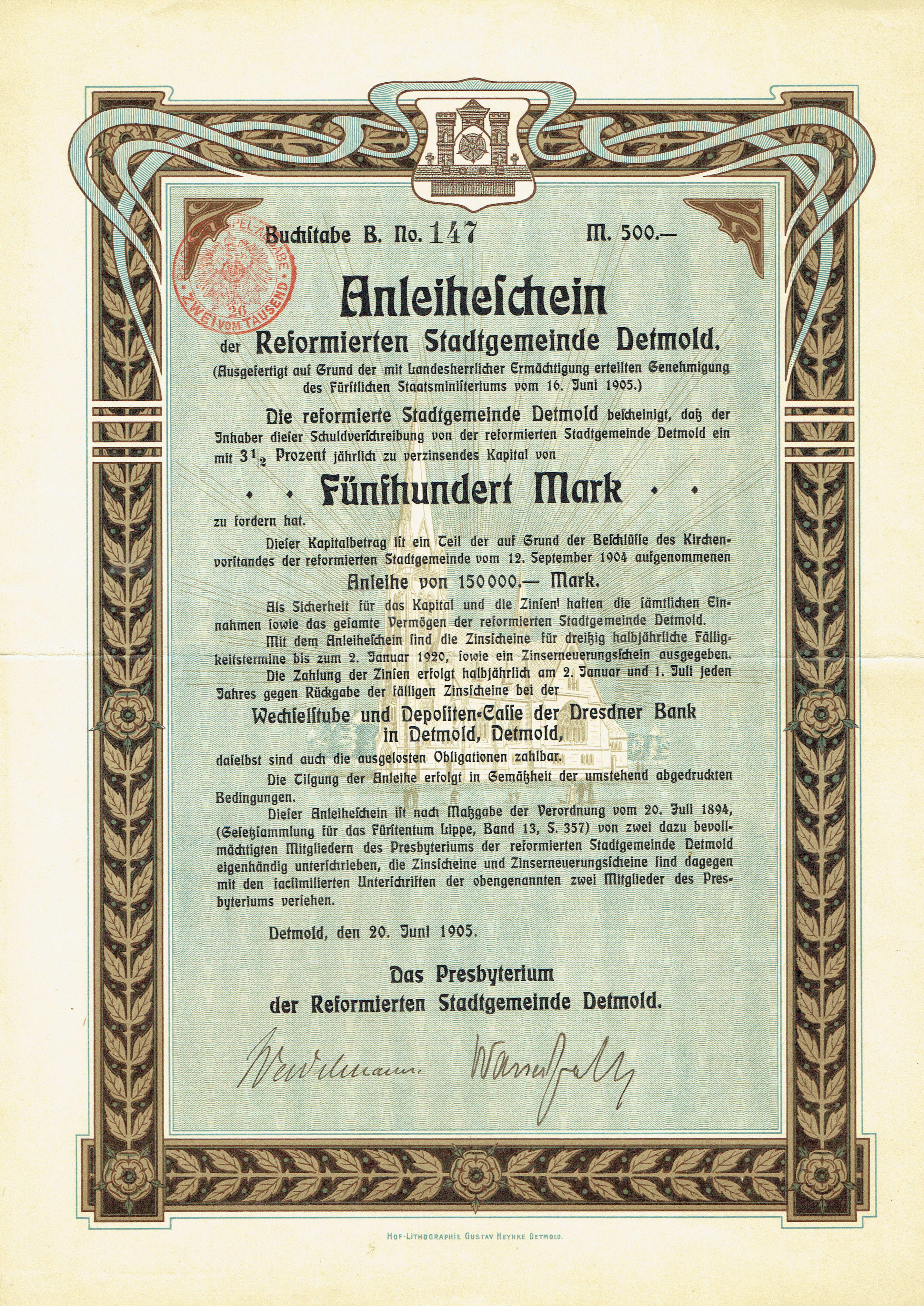
Anleihe der Reformierten Stadtgemeinde Detmold von 1905 mit Abbildung der Christuskirche im Unterdruck

Gegen Ende des 19. Jahrhunderts zählten die Mitglieder der reformierten Stadt- und Landgemeinde Detmolds zusammen rund 13.000 Personen. Ihnen stand als einzige Kirche die Pfarrkirche am Marktplatz (heute Erlöserkirche) zur Verfügung, die jedoch nur 1.300 Sitzplätze besaß. Obwohl jeden Sonntag drei Gottesdienste gehalten wurden, fanden viele Besucher keinen Platz. So gab es schon ab 1886 erste Planungen zum Bau einer neuen Kirche. Auguste von Donop, die Witwe des Hofjägermeisters von Donop, hatte nach ihrem Tod 1883 ein Testament hinterlassen, in dem sie ihr Vermögen zur Hälfte an die Paulinenanstalt und den städtischen Armenfonds und zur anderen Hälfte an das fürstliche Konsistorium zum Bau einer evangelischen Kirche vermachte. Sie hatte allerdings nicht verfügt, ob es die reformierte oder die lutherische Gemeinde zum Kirchenbau erhalten sollte. Nach längeren Auseinandersetzungen kam es schließlich zu einer Einigung zwischen beiden Gemeinden, der zufolge man das Legat von rund 58.000 Mark hälftig teilte.
Das nächste Problem stellte sich in Gestalt der Standortfrage. Anfangs standen sieben verschiedene Bauplätze zur Diskussion, darunter der sogenannte Totenhof am Lemgoer Tor, auf dem heute die Weerthschule steht. Am Ende einigte man sich auf das Gelände am Kaiser-Wilhelm-Platz als Standort der neuen Kirche. Inzwischen hatte sich die reformierte Gemeinde Detmold in eine Stadt- und eine Landgemeinde getrennt. Nach dem Vertrag aus dem Jahr 1903 wurde die Stadtgemeinde in zwei Pfarrbezirke geteilt und ein zweiter Pfarrer eingestellt. Die Landgemeinde behielt die Pfarrkirche am Marktplatz, während die Stadtgemeinde den zwischenzeitlich angewachsenen Kirchenbaufonds von 53.000 Mark erhielt.
Die Stadtgemeinde hatte nun keine Kirche mehr und drängte auf den baldigen Beginn des Kirchenneubaus. Ein erster Architektenwettbewerb wurde bereits 1895 ausgelobt. 1904 wurde nochmals eine begrenzte Anzahl von Architekten aufgefordert, Entwürfe vorzulegen. Schließlich entschied sich der Kirchenvorstand für den Entwurf des in Detmold geborenen Architekten Otto Kuhlmann. Baubeginn war am 27. April 1905 und am 15. September 1906 wurde das Richtfest gefeiert. Die Weihe der neuen Kirche fand am 12. Januar 1908 durch Generalsuperintendent Weßel statt.
Im Zweiten Weltkrieg wurde die Christuskirche durch Bomben und Granaten mehrfach beschädigt, so am Dach und am Mauerwerk sowie an den Fenstern. Eine Granate hatte das Dach des Kirchenschiffs durchschlagen, das darunterliegende Gewölbe hielt jedoch stand. Allerdings richtete eindringendes Regenwasser weitere Schäden besonders bei den Wand- und Deckenbemalungen an. In den Nachkriegsjahren 1946 und 1947 erfolgten die ersten Reparaturen.
Der neugotische Baustil, Fenster, Kronleuchter und Innenraumausmalung entsprachen nicht mehr dem Zeitgeschmack und die Bevölkerung stand dem zunehmend kritisch gegenüber. Bei der notwendigen Renovierung der Innenräume 1961/1962 bekam die Kirche ein völlig neues Aussehen. Vom Kirchbau des Architekten Otto Kuhlmann blieb nur wenig mehr als die Außenhülle bestehen. Hohe Kosten verursachte 1983 die Beseitigung der Schäden am Außenmauerwerk, als viele Steinquader ausgetauscht oder ausgebessert werden mussten. Im Jahr 2008 wurde das hundertjährige Bestehen der Christuskirche mit einer Reihe von Veranstaltungen gefeiert.

## Architektur

Fürst Leopold IV. zur Lippe

Der 65,5 Meter hohe Kirchturm ist zur Stadtmitte ausgerichtet und gehört zu den Wahrzeichen der Stadt Detmold. Der Chor liegt nicht, wie allgemein üblich, im Osten, sondern im Westen des Kirchturms. Das Kircheninnere misst bis zur Chorstufe 25 Meter und bis zur Chorrückwand 34 Meter, während das Querschiff 21 Meter misst.
Unter dem Chor in einer neoromanischen Unterkirche befindet sich die Gruft der lippischen Fürstenfamilie, die nach dem Willen des 1904 verstorbenen Grafregenten Ernst zur Lippe angelegt worden war. Vier Säulen mit verzierten Würfelkapitellen tragen das Gewölbe über den radial angeordneten Nebenräumen mit den Sarkophagen.

## Ausstattung
Bei der Einweihung der Kirche am 12. Januar 1908 waren die Innenräume kunstvoll bemalt und die Fenster durch Glasmalerei verziert. Die drei Chorfenster hatte Fürst Leopold IV. zur Lippe anlässlich seiner Thronbesteigung am 25. Oktober 1905 gestiftet, während die übrige prächtige Innenausstattung im Wesentlichen aus Spenden der Bevölkerung finanziert wurde, darunter das Eichengestühl mit 830 Sitzplätzen. Im Zuge der Innenraumsanierung in den Jahren 1961/62 legte Professor Hartmann von der Werkkunstschule in Bielefeld ein völlig neues künstlerisches Konzept vor. Die farbige Bemalung der Wände wurde weiß übertüncht und die bunten Glasmalereien mussten einer monochromen Bleiverglasung weichen. Die alten Bronzeleuchter wurden durch schlichte Hängelampen ersetzt. Die Kanzel, der Altar, das Taufbecken und das Gemeindegestühl blieben allerdings in ihrer alten Form erhalten.

### Orgel

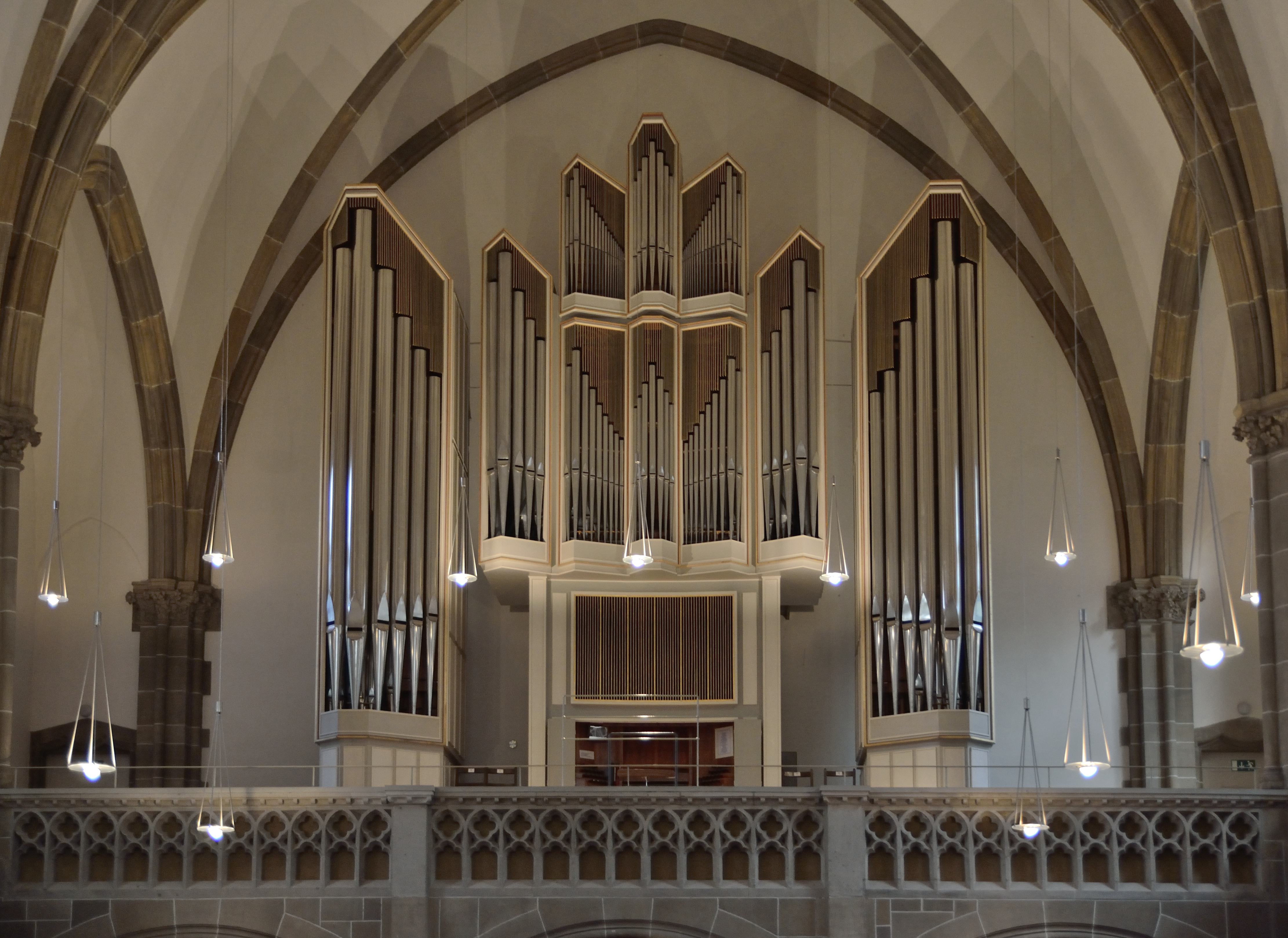
Orgel in der Christuskirche

Die Orgel der Christuskirche wurde 1957 von Paul Ott (Göttingen) erbaut, der Orgelprospekt stammt vom Hagener Architekten Wulf Knipping. Das Instrument hat 40 Register auf drei Manualen und Pedal. Die Spiel- und Registertrakturen sind mechanisch.
| I Hauptwerk C– |                |       |
| 1.             | Quintade       | 16′   |
| 2.             | Prinzipal      | 8′    |
| 3.             | Gedackt        | 8′    |
| 4.             | Oktave         | 4′    |
| 5.             | Blockflöte     | 4′    |
| 6.             | Quinte         | 2 ⁄3′ |
| 7.             | Oktave         | 2′    |
| 8.             | Mixtur VI-VIII |       |
| 9.             | Terzzimbel III |       |
| 10.            | Trompete       | 16′   |
| 11.            | Trompete       | 8′    |

| II Brust-Schwellwerk C– |             |        |
| 12.                     | Quintade    | 8′     |
| 13.                     | Rohrflöte   | 8′     |
| 14.                     | Oktave      | 4′     |
| 15.                     | Gedackt     | 4′     |
| 16.                     | Nasat       | 2 ⁄3′  |
| 17.                     | Waldflöte   | 2′     |
| 18.                     | Terz        | 1 3⁄5′ |
| 19.                     | Scharf V-VI |        |
| 20.                     | Dulzian     | 16′    |
| 21.                     | Schalmei    | 4′     |
|                         | Tremulant   |        |

| III Kronpositiv C– |               |       |
| 22.                | Holzpfeife    | 8′    |
| 23.                | Praestant     | 4′    |
| 24.                | Rohrflöte     | 4′    |
| 25.                | Gemshorn      | 2′    |
| 26.                | Quinte        | 1 ⁄3′ |
| 27.                | Oktave        | 1′    |
| 28.                | Zimbel III-IV |       |
| 29.                | Vox humana    | 8′    |
|                    | Tremulant     |       |

| Pedal C– |                 |     |
| 30.      | Prinzipal       | 16′ |
| 31.      | Subbaß          | 16′ |
| 32.      | Oktave          | 8′  |
| 33.      | Ged.pommer      | 8′  |
| 34.      | Oktave          | 4′  |
| 35.      | Nachthorn       | 1′  |
| 36.      | Mixtur V        |     |
| 37.      | Posaune         | 16′ |
| 38.      | Trompete        | 8′  |
| 39.      | Clarine         | 4′  |
| 40.      | Singend Cornett | 2′  |
|          | Tremulant       |     |

- Koppeln: II/I, III/I, I/P, II/P

### Glocken
Das Geläut bestand zunächst aus drei Bronzeglocken, die im Dur-Dreiklang c1- e1- g1 gestimmt waren. Es wurde von Gräfin Karoline zur Lippe gestiftet. Die Aufhängung erfolgte in einem eisernen Glockenstuhl. Während des Ersten Weltkriegs im Juni 1917 wurden die beiden größeren Glocken abgenommen, um eingeschmolzen zu werden. Man zertrümmerte sie und warf die Bruchstücke durch die geöffneten Schallluken nach unten. Im Jahr 1922 wurden die fehlenden Glocken durch zwei Stahlglocken ersetzt, die auf cis1 und e1 gestimmt waren. Im März 1942 beschlagnahmte die Reichsstelle für Metalle die letzte Bronzeglocke. Erst 1962 wurden die verbliebenen beiden Stahlglocken durch drei neue Bronzeglocken zu einem Fünfergeläut verstärkt und erklingen nun in cis1 (Stahl) – e1 (Stahl) – a1 (Bronze) – h1 (Bronze) – cis2 (Bronze). Seit März 1990 erklingt der Westminster-Stundenschlag vom Turm der Christuskirche.